# ماكس هويل
ماكس هويل (بالإنجليزية: Max Howell)‏ هو مؤرخ أسترالي، ولد في 23 يوليو 1927 في سيدني في أستراليا، وتوفي في 3 فبراير 2014 في بريزبان في أستراليا.